# 古城街道 (新平县)
古城街道，是中华人民共和国云南省玉溪市新平彝族傣族自治县下辖的一个乡镇级行政单位。

## 行政区划
古城街道下辖以下地区：
锦绣社区、古城社区、纳溪社区、昌源和社区和他拉社区。